# Mexikanische Küche

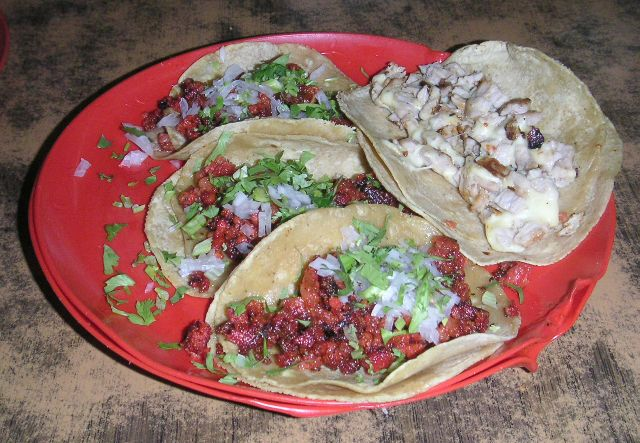
Tacos

Die mexikanische Küche zeichnet sich durch die Synthese von vor allem präkolumbischen und spanischen, aber auch französischen, arabischen und karibischen Traditionen aus. Mais, Bohnen, scharfe und milde Chilis, Früchte und bestimmte Gemüsesorten spielen eine dominante Rolle. Es gibt in Mexiko verschiedene Regionalküchen, die sich deutlich voneinander unterscheiden. Im Norden herrscht der Einfluss der spanischen Küche vor, während sich im Süden die indigene Küche stärker erhalten hat. Die mexikanische Küche wird als immaterielles Weltkulturerbe anerkannt.

## Geschichte

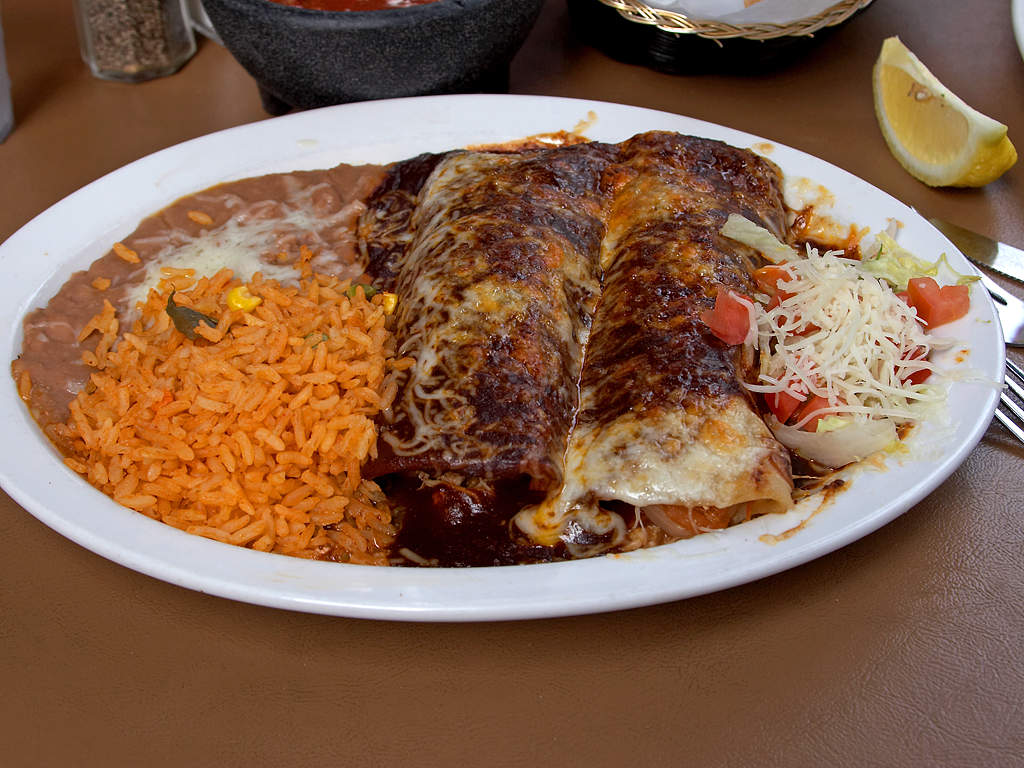
Enchilada

Die präkolumbische Küche der Region wurde geprägt von indianischen Hochkulturen wie der der Azteken, der Huaxteken und anderer Maya-Völker, der Otomí, der Purépecha und der Zapoteken. Mexiko ist der Ursprung einiger Pflanzen, die sich in die ganze Welt verbreitet haben – dazu gehören insbesondere Kakao und Vanille, aber auch Avocado, Tomaten, Chili und Mais. Traditionell basierten alle Gerichte auf Mais, der so wertvoll war, dass die Azteken einen besonderen Maisgott verehrten. An zweiter Stelle stand der Chili, der zum Würzen verwendet wurde. Dazu gab es Flaschenkürbis/Kalebasse, Bohnen sowie je nach Region Wild (vor allem Pekari, aber auch Hase und Nagetiere sowie Leguane). Als Haustiere wurden zunächst nur Hunde und Truthähne gehalten.
Bestimmte Blüten wie „Flor de Calabaza“ (Kürbis- oder Zucchiniblüten) und Teile der mehrgliedrigen Opuntien (z. B. die Blätter) standen und stehen auf dem Speiseplan. Die Agave wird vielfältig genutzt: Der süße Saft wird zum Süßen verwendet, fermentiert hingegen war er ein Rauschgetränk mit teilweise rituellem Charakter. In der Neuzeit wird er destilliert als Mezcal verkauft.
Nach der Eroberung und Kolonialisierung durch die Spanier kamen neue Speisen auf, vor allem Schweinefleisch und Schmalz, Rindfleisch, Reis und Zucker. Die Spanier versuchten außerdem, Mais als Grundnahrungsmittel durch Weizen zu ersetzen, weil der Mais auch in der ursprünglichen Religion der Bewohner eine wichtige Rolle spielte. Sie waren mit ihren Bemühungen jedoch nicht erfolgreich, was nicht zuletzt daran lag, dass Mais unter den klimatischen Bedingungen des Landes besser gedeiht. Weizenbrot wurde jedoch zu einem Lebensmittel für die Reichen.
Die Spanier führten auch die Viehzucht in Mexiko ein. Rinder, Schafe, Ziegen, Schweine und Hühner wurden fortan gehalten. In der Kolonialzeit übernahm die reiche Elite die spanische Vorliebe für Hammelfleisch, während die Masse der Bevölkerung Rindfleisch aß. Im 19. Jahrhundert gewann die französische Küche an Einfluss, was zu einer allgemeinen Bevorzugung von Rind führte. In dieser Zeit wurde Olivenöl zum Kochen populär und verdrängte Schweineschmalz und Butter.
Als mexikanisches Nationalgericht gilt Mole Poblano, ein Gericht mit Truthahn- oder Hühnchenfleisch, begossen mit einer speziellen, namensgebenden Sauce aus Chili, verschiedenen Gewürzen und etwas Schokolade. Der Ursprung dieses Gerichts ist nicht genau geklärt. In den 1920er Jahren vertrat die Anthropologin Margaret Park Redfield die Auffassung, es handele sich um ein Rezept, das bereits den Ureinwohnern vor der spanischen Eroberung bekannt war. In den 1970er Jahren kam Judith Friedlander dagegen zu dem Ergebnis, dass es auf Grund der verwendeten Gewürze spanischen Ursprungs sei. Eine dritte Theorie besagt, Mole Poblano sei eine Erfindung von spanischen Nonnen der Stadt Puebla.
Immigranten verschiedener Länder haben die mexikanische Küche beeinflusst. Im 18. Jahrhundert waren das zum Beispiel Italiener aus der Region um Neapel, die bereits um 1790 Nudelfabriken in Mexiko-Stadt gründeten. Deutsche Einwanderer eröffneten Brauereien und machten Bier als Getränk populär. Im 19. Jahrhundert orientierte sich die Oberschicht an der französischen Küche. In der jüngsten Vergangenheit hat Fast Food aus den USA einen starken Einfluss gewonnen.
In den 1950er Jahren hat sich die so genannte nueva cocina mexicana entwickelt, die „neue mexikanische Küche“, die traditionelle Zutaten der Eingeborenenküche mit Techniken der internationalen Haute Cuisine verbindet. Ein Beispiel ist ein Gericht aus Mais und Pilzen, serviert in Crêpes mit Béchamelsauce, das von dem Koch Jaime Saldívar erfunden wurde. In den 1990er Jahren wurde Fusion Food populär, die Vermischung mexikanischer Gerichte mit Elementen verschiedener internationaler Küchen wie z. B. Huauhzontle Pesto. Dieser neue Stil wurde stark von weiblichen Köchen geprägt. Andere bemerkenswerte Entwicklungen sind die Cocina Poblana, Cocina Veracruzana, Cocina Oaxaqueña, Cocina Chiapaneca und Cocina Yucateca. Die Tex-Mex-Küche wird gelegentlich der mexikanischen Küche zugeordnet. Hierbei handelt es sich jedoch um eine Esskultur aus den USA.
Mexiko stellte im Januar 2010 einen Antrag bei der UNESCO, um seine bedeutende Kochkultur international als Kulturerbe anerkennen zu lassen. Es wurde darauf hingewiesen, dass sich eine große Anzahl Küchen- und Kochstile mit eigenen Spezialitäten in den verschiedenen Landesteilen entwickelt hat. Erwähnenswert sei insbesondere die Region Michoacán. Die „Traditionelle Mexikanische Küche“ wurde daraufhin im November 2010 in die Repräsentative Liste des immateriellen Kulturerbes der Menschheit aufgenommen.

## Allgemeines

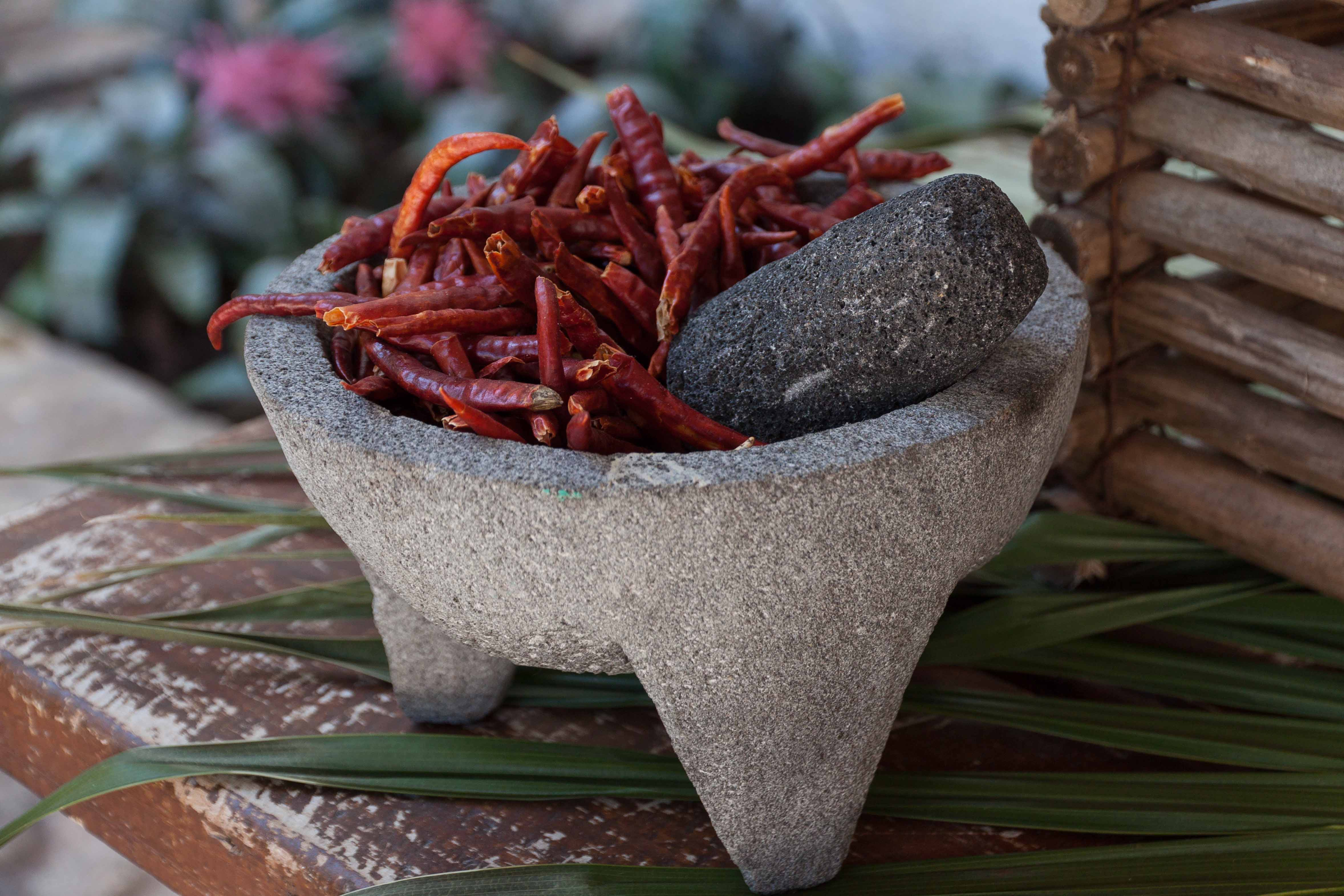
Molcajete und Chilischoten

Die wichtigste Mahlzeit für die städtische Bevölkerung ist das Mittagessen, entsprechend lang ist auch die Mittagspause eines üblichen Arbeitstages. Die Oberschichten orientieren sich an der Mahlzeitenstruktur der spanischen Küche. Das Frühstück besteht meistens nur aus Kaffee und einem Brötchen oder süßen Backwaren. Einige Stunden später gibt es dann einen Imbiss, der zum Beispiel aus Chilaquiles, getrockneten, frittierten, meist dreieckigen Tortillastreifen („Totopos“) in einer milden roten oder grünen Chilisauce mit Zwiebelstreifen, Sahne und Käse, oder einem Eiergericht bestehen kann. Beliebt ist dieses zweite Frühstück vor allem am Sonntag. Im Gegensatz zu Spanien ist das Mittagessen gegen 15 Uhr jedoch die Hauptmahlzeit. Es kann aus vier Gängen bestehen, nämlich Suppe, danach Reis oder Spaghetti, einem Fleischgericht und zum Schluss einem Dessert. Dazu wird eine Limonade (agua fresca) getrunken. Abends wird dann meist nur noch ein kleiner Imbiss verzehrt, beispielsweise ein süßes Brötchen, Tacos oder ein „Antojito“ (siehe unten). Bei besonderen Gelegenheiten gibt es spät abends ein reichhaltiges Abendessen, das oft auch außerhalb des Hauses eingenommen wird. Jugendliche treffen sich oft abends an Taco-Verkaufsbuden. Für die Zubereitung von Tacos (gerollte Tortilla mit Füllung) gibt es zahlreiche Rezepte. Die Landbevölkerung der campesinos und die ärmeren Bevölkerungsschichten essen meistens nur zwei Mahlzeiten pro Tag, nämlich Frühstück und Abendessen. Mittags gibt es nur einen Imbiss.
Regional gibt es auch in Mexiko große Unterschiede zwischen Küste und zentralem Hochland. Am Meer kennt man mehr Fischgerichte wie Ceviche. Im Norden merkt man den Einfluss der Tex-Mex-Küche. Man isst mehr Fleisch: Hammel (cabrito) oder trockenes Rindfleisch (machaca). Außerdem ist das Essen weniger scharf. Im Unterschied zur Tex-Mex-Küche bestehen die Mahlzeiten seltener aus Mischgerichten, der Reis wird beispielsweise oft vor dem Fleisch gegessen, nicht zusammen mit ihm.
Zu fast jeder Speise werden im Süden Mexikos Maistortillas gegessen, in Nord-Mexiko hingegen Tortillas aus Weizen. Das sind relativ dünne Fladen, die warm serviert werden. Als Beilage dienen sie auch zum Anfassen, häufig werden sie aber bereits gefüllt und mit Sauce serviert. Antojitos sind Tortilla-artige Produkte, die auch aus Mais hergestellt und als Snacks angeboten werden. Man erhält sie oft auf der Straße und an Ständen. Ein Beispiel sind Quesadillas (in Fett ausgebackene Tortillas mit einer Käsefüllung und oft weiteren Zutaten).

## Typische Gerichte

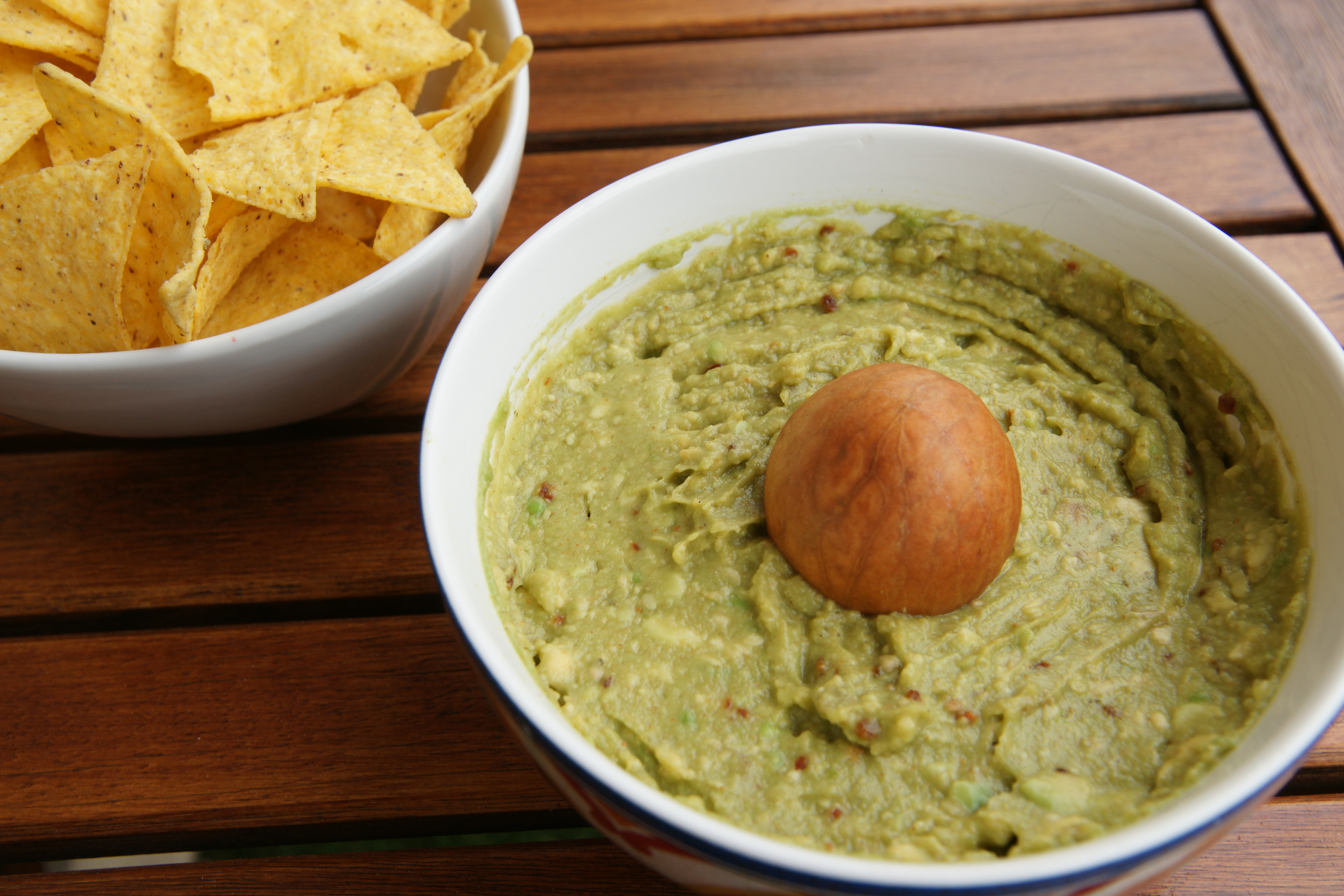
Guacamole mit Tortilla-Chips

Bekannte Gerichte sind Mole Poblano und Chiles en nogada aus Puebla, Huachinango a la Veracruzana (ein Fischgericht aus Veracruz), Caldo tlalpeño (eine Hühnersuppe), Caldo Xóchitl, Cochinita Pibil (ein Gulasch-ähnliches Gericht mit Schwein und „Achiote“ (Annatto) aus der Gegend Yucatáns), und Pozole (ein suppenartiges Gericht mit Huhn oder Schweinefleisch und großen nixtamalisierten Maiskörnern aus Jalisco). Ferner sind die in Bananen- oder Maisblätter gewickelten Tamales bekannt, deren Zubereitung je nach Region variiert. Sehr beliebt ist die Guacamole, eine Art Dip, die mit Tortilla-Chips (totopos), zu Fleisch oder an Stelle von Saucen gegessen wird. Eine besondere Spezialität ist Cuitlacoche, ein delikater Pilz, der als Maisparasit wächst. Zum Gedenken an Verstorbene werden panes de muerto gebacken (Brote des Todes).
Chili con carne und Nachos sind keine mexikanischen, sondern texanische Gerichte, wobei das heutige Texas ehemaliges mexikanisches Gebiet ist. Sie gehören zur Tex-Mex-Küche und sind in Mexiko größtenteils unbekannt.

## Paprika- und Chilisorten
Mexiko ist die ursprüngliche Heimat der Paprikapflanze (Chilis, Paprika u. a.), deshalb gibt es hier weltweit die größte Vielfalt mit etwa 90 verschiedenen Sorten. Das Land ist auch weltweit führend im Konsum, da viele mexikanische Gerichte mit (nicht notwendigerweise scharfen) Chilis zubereitet werden. Chili wird zu vielen Mahlzeiten gegessen, meist in Form von Saucen. Aus Yucatán kommt der „Chile Habanero“, der sehr scharf ist und daher oft in einer Art Vinaigrette serviert wird. Ein anderer sehr scharfer Chili ist der „Chile de Árbol“. Beliebt zum Kochen ist der „Chile Chipotle“, ein geräucherter Jalapeño-Chili, der beispielsweise oft für albóndigas (Fleischbällchen in einer Tomatensauce) verwendet wird. Sehr häufig kocht man auch mit dem „Chile Serrano“, der sich in vielen Saucen wiederfindet, beispielsweise der Salsa Roja mit roten Tomaten und der Salsa Verde, die mit Tomatillos zubereitet wird.
Als eigenes Gericht wird nur der „Chile Poblano“ (eine große grüne Paprika) verwendet, welcher entweder mit Fleisch oder Käse gefüllt wird. Bekannt sind auch die Chiles en Nogada, wo der Chile Poblano mit Hackfleisch und Trockenfrüchten gefüllt und mit einer Sauce aus gehäuteten Walnüssen, Sahne und Granatapfel-Kernen begossen wird. Das gibt dem Gericht auch die nationalen Farben der Flagge: grün der Chili, weiß die Sahnesauce und rot die Kerne.

## Süßigkeiten und Eis
Mexiko ist Ursprung vieler typischer Süßigkeiten, die bekanntesten aus der Gegend von Michoacán und Guanajuato. Sehr beliebt ist die Cajeta, eine dickflüssige Sauce aus gesüßter, karamellisierter Ziegenmilch. Oft wird sie zwischen zwei Oblaten, genannt morelianas, serviert. Ferner kennt man viele Süßigkeiten auf Milchbasis (dulces de leche), oft in Kombination mit Nussstückchen, meist Pekannüsse. Außerdem beliebt sind Cocadas, die mit Kokos und manchmal Eigelb zubereitet werden, Süßwaren aus Tamarinde, alegrías aus Amarant und palanquetas, Riegel aus verschiedenen karamellisierten Samen oder Nüssen wie Pistazien oder Erdnüssen. Beliebt ist in Mexiko auch die Kombination von süß und scharf, beispielsweise Chili-Tamarinden-Lollies.
Das Angebot an Eis ist sehr variantenreich. Neben Speiseeis (Helados) aus Milch und Wassereis gibt es auch Sorbets (Nieves, wörtlich „Schnee“) und Raspados (von einem großen Block frisch geraspeltes und mit süßem Sirup übergossenes Eis). Diese werden manchmal mit den vor Ort zur Verfügung stehenden Früchten verfeinert, bis hin zu Mais und Avocado.

## Getränke
Bier, Tequila, Mezcal oder Pulque sind die üblichen alkoholischen Getränke. Mezcal wird aus einer kleineren Agavenart gewonnen. Der berühmte Wurm (eigentlich eine Schmetterlingslarve) im Mezcal wird fast ausschließlich in die für den Export bestimmten Flaschen gegeben. Ursprünglich wurde er getrocknet, pulverisiert und an Stelle des Salzes zum Getränk konsumiert.
Gerne getrunken wird die von den Spaniern eingeführte Horchata, ein süßliches Getränk, das im Gegensatz zum spanischen Original jedoch nicht auf Basis von Erdmandeln, sondern mit Reis hergestellt wird, und dann mit Zimt verfeinert und gekühlt serviert wird. Oft werden auch „Agua de Jamaica“ (ein meistens gesüßter Hibiskusblütentee) und seltener „Agua de Tamarindo“ angeboten. In Mexiko wird auch sehr viel Limonade getrunken. Ferner hat das Land angeblich den höchsten Pro-Kopf-Verbrauch von Coca-Cola weltweit. Tascalate ist ein traditionelles Kakao-Getränk aus dem Bundesstaat Chiapas, dem unter anderem gemörserte Pinienkerne und Vanille seinen Geschmack verleihen.